# 전설의 시대
《전설의 시대》는 OBS의 텔레비전 프로그램으로 대한민국에서 여러 가지 이유로 전설이 된 사람들의 이야기를 다루었다. 2009년 6월 11일부터 2009년 12월 31일까지 방영하였으며, 2010년 1월 7일부터 2010년 4월 21일까지 기존 방영분을 재방영하였다.

## 방송 시간
| 방송 채널 | 방송일                             | 방송 시간                       |
| --------- | ---------------------------------- | ------------------------------- |
| OBS       | 2009년 6월 11일 ~ 2010년 1월 14일  | 목요일 밤 11시 ~ 12시           |
| OBS       | 2010년 1월 20일 ~ 2010년 4월 21일  | 수요일 저녁 6시 55분 ~ 7시 55분 |
| OBS       | 2012년 6월 25일 ~ 2012년 10월 15일 | 월요일 오전 11시 ~ 11시 55분    |
| OBS       | 2019년 11월 17일 ~ 2020년 4월 26일 | 일요일 오후 1시 30분 ~ 2시 30분 |
| OBS       | 2022년 12월 5일 ~ 2022년 12월 9일  | 평일 저녁 6시 ~ 6시 30분        |

## 방송 회차

### 2009년
| 회차 | 방송일    | 부제                                                                  |
| ---- | --------- | --------------------------------------------------------------------- |
| 1회  | 6월 11일  | 시라소니 이후 최고의 주먹 방배추가 평생 딱 세 번 져서 전설            |
| 1회  | 6월 11일  | 남자 팬티 연쇄 절도범 동네 청년 특공대가 잡아 전설                    |
| 1회  | 6월 11일  | 한 동네에 음악하는 밴드 100여 팀이 살아서 전설                        |
| 2회  | 6월 18일  | 당수의 대가 천규덕이 맨손으로 황소를 때려잡아서 전설                  |
| 2회  | 6월 18일  | 고문관 신 이병 때문에 온 부대가 보물 찾기에 나서서 전설               |
| 2회  | 6월 18일  | 백전백승 타짜 장병윤이 시골에서 고기 잡고 농사 짓고 살아서 전설       |
| 3회  | 6월 25일  | 빨리 찍기의 대가 남기남 감독 그의 영화 인생이 전설                    |
| 3회  | 6월 25일  | 경찰은 마음 놓고 아플 수도 없어서 전설                                |
| 3회  | 6월 25일  | 무술 고수가 부부로 평생 해로하니 전설                                 |
| 4회  | 7월 2일   | 또순이 버스 안내양이 사고난 버스에서 승객 53명을 구출해서 전설        |
| 4회  | 7월 2일   | 세상 살다보니 별 걸 다 대신해 줘서 전설                               |
| 4회  | 7월 2일   | 한국 당구계의 살아있는 신화 양귀문의 기네스북 만 점 기록이 전설       |
| 5회  | 7월 9일   | 이소룡의 그림자로 산 30년이 전설                                      |
| 5회  | 7월 9일   | 회사원 김세환이 퇴마사로 거듭나서 전설                                |
| 5회  | 7월 9일   | 아스팔트 위에 사람이 탄 흔적이 남아 전설                              |
| 6회  | 7월 16일  | 영원한 수사반장 최중락이 드라마를 찍다 진짜 범인을 잡아서 전설        |
| 6회  | 7월 16일  | 고속도로의 서태지 이박사 신바람 나는 그의 노래가 전설                 |
| 7회  | 7월 23일  | 작업의 달인 이명길의 연애 전설                                        |
| 7회  | 7월 23일  | 물귀신을 목격해서 전설                                                |
| 8회  | 7월 30일  | 사기 전문 변호사 김주덕이 사기 사건 5000건을 해결해서 전설            |
| 8회  | 7월 30일  | 코미디 황제 배삼룡의 눈물 젖은 웃음                                   |
| 9회  | 8월 6일   | 타악기 연주자 류복성이 재즈 명반 3만 개를 찾아내서 전설               |
| 9회  | 8월 6일   | 고교 꼴찌 양선화가 사법 시험에 당당히 합격해서 전설                   |
| 10회 | 8월 13일  | 국악계의 서태지 이은관 70년 간의 배뱅잇굿이 전설                      |
| 10회 | 8월 13일  | 여성 경찰 김강자가 경찰에 몸담은 내내 항상 최초를 기록해서 전설       |
| 11회 | 8월 20일  | 공포학원                                                              |
| 11회 | 8월 20일  | 옥탑방 원혼의 저주                                                    |
| 11회 | 8월 20일  | 사라진 조상신                                                         |
| 12회 | 8월 27일  | 신 짠돌이 이 대표 자린고비도 울고 가서 전설                           |
| 12회 | 8월 27일  | 18년 실종자 찾기의 전설 나주봉                                        |
| 13회 | 9월 3일   | 운전 면허 필기 시험 206번 도전 10년 동안 한 우물 파서 전설            |
| 13회 | 9월 3일   | 학생 주임 교사가 불량 서클의 큰 형님이 되어 전설                      |
| 14회 | 9월 10일  | 무예 가족 모두 합쳐 60단이 넘어서 전설                                |
| 14회 | 9월 10일  | 음식 감독 1호 김수진의 맛있는 인생                                    |
| 15회 | 9월 17일  | 신이 내린 만화가가 사채업을 하다 망해서 전설                          |
| 15회 | 9월 17일  | 괴짜 아빠 한두현이 상식을 파괴하여 자녀 교육에 성공해서 전설          |
| 16회 | 9월 24일  | 못 말리는 퀴즈왕이 정답 빼고 다 알아서 전설                           |
| 16회 | 9월 24일  | 미녀들의 대모 이훈숙이 손끝 하나로 수많은 미인을 탄생시켜서 전설      |
| 17회 | 10월 1일  | 고물로 사랑 찾고 대박나서 전설                                        |
| 17회 | 10월 1일  | 얼짱 복서 최신희가 다이어트를 하다 세계 챔피언이 되어서 전설          |
| 18회 | 10월 8일  | 청록파 정재화가 20년 조직 생활을 청산하고 학교에 가서 전설            |
| 18회 | 10월 8일  | 아르바이트로 3억 5천을 벌어서 전설                                    |
| 19회 | 10월 15일 | 괴짜 소년 김성욱이 100억 원대 발명가가 되어서 전설                    |
| 19회 | 10월 15일 | 평균 이하의 영업 사원 최진성이 8년 연속으로 자동차 판매왕이 돼서 전설 |
| 20회 | 10월 22일 | 다이어트 황제 조주현이 2개월 만에 80㎏을 감량해서 전설                |
| 20회 | 10월 22일 | 유현상이 자기도 모르게 결혼해서 전설                                  |
| 21회 | 10월 29일 | 국내 최초 부부 강사 두상달, 김영숙이 싸우다 행복을 찾아서 전설        |
| 21회 | 10월 29일 | 현대판 홍길동이라 불린 사나이의 전설                                  |
| 22회 | 11월 5일  | 이력서를 522번 쓴 황현우가 3년 만에 취업에 성공해서 전설              |
| 22회 | 11월 5일  | 형사 강대원이 유영철과 유치장에서 동침까지 하며 범행을 밝혀내서 전설  |
| 23회 | 11월 12일 | 살림의 달인 오성근이 아내와 아이를 위해 전업주부가 돼서 전설          |
| 23회 | 11월 12일 | IQ 210 천재 소년이 NASA를 뛰쳐 나와 평범한 인생을 걸어 전설           |
| 24회 | 11월 19일 | 무덤 속에 산 사람이 살아서 전설                                       |
| 24회 | 11월 19일 | 50년 동안 3만 개의 곡을 연주해서 전설                                 |
| 25회 | 11월 26일 | 술독에 빠져 산 30년 인생 그대로 멀쩡히 살아 있어 전설                 |
| 25회 | 11월 26일 | 섬마을 보건소장이 못하는 게 없어서 전설                               |
| 26회 | 12월 3일  | 그림 신동 김주한이 12살에 수석 디자이너가 되어 전설                   |
| 26회 | 12월 3일  | 6만 입양아의 주치의 조병국 그녀에게 일어난 1%의 기적이 전설           |
| 27회 | 12월 10일 | 기적을 만든 오페라 가수 배재철                                        |
| 27회 | 12월 10일 | 스님이 교회에 다녀서 전설                                             |
| 28회 | 12월 17일 | 최면 수사 전문가 고제원이 최면 수사로 120건의 범죄를 해결해서 전설    |
| 28회 | 12월 17일 | 웃음 지존 최규상이 웃다가 사람 살려서 전설                            |
| 29회 | 12월 24일 | 하숙집 들어가기가 사법고시보다 어려워 전설                            |
| 29회 | 12월 24일 | 헤어질 줄 알면서도 북한 여자를 사랑해서 전설                          |
| 30회 | 12월 31일 | 송년 특집                                                             |

### 2010년
| 회차 | 방송일   | 부제                                                                 |
| ---- | -------- | -------------------------------------------------------------------- |
| 31회 | 1월 7일  | 이력서를 522번 쓴 황현우가 3년 만에 취업에 성공해서 전설             |
| 31회 | 1월 7일  | 형사 강대원이 유영철과 유치장에서 동침까지 하며 범행을 밝혀내서 전설 |
| 32회 | 1월 14일 | 운전 면허 필기 시험 206번 도전 10년 동안 한 우물 파서 전설           |
| 32회 | 1월 14일 | 신이 내린 만화가가 사채업을 하다 망해서 전설                         |
| 33회 | 1월 20일 | 시라소니 이후 최고의 주먹 방배추가 평생 딱 세 번 져서 전설           |
| 33회 | 1월 20일 | 남자 팬티 연쇄 절도범 동네 청년 특공대가 잡아 전설                   |
| 33회 | 1월 20일 | 한 동네에 음악 하는 밴드 100여 팀이 살아서 전설                      |
| 34회 | 1월 27일 | 당수의 대가 천규덕이 맨손으로 황소를 때려잡아서 전설                 |
| 34회 | 1월 27일 | 백전백승 타짜 장병윤이 시골에서 고기 잡고 농사 짓고 살아서 전설      |
| 35회 | 2월 3일  | 빨리 찍기의 대가 남기남 감독 그의 영화 인생이 전설                   |
| 35회 | 2월 3일  | 경찰은 마음 놓고 아플 수도 없어서 전설                               |
| 35회 | 2월 3일  | 무술 고수가 부부로 평생 해로하니 전설                                |
| 36회 | 2월 10일 | 또순이 버스 안내양이 사고난 버스에서 승객 53명을 구출해서 전설       |
| 36회 | 2월 10일 | 세상 살다보니 별 걸 다 대신해 줘서 전설                              |
| 36회 | 2월 10일 | 한국 당구계의 살아있는 신화 양귀문의 기네스북 만 점 기록이 전설      |
| 37회 | 2월 17일 | 이소룡의 그림자로 산 30년이 전설                                     |
| 37회 | 2월 17일 | 회사원 김세환이 퇴마사로 거듭나서 전설                               |
| 38회 | 2월 24일 | 사기 전문 변호사 김주덕이 사기 사건 5000건을 해결해서 전설           |
| 38회 | 2월 24일 | 코미디 황제 배삼룡의 눈물 젖은 웃음                                  |
| 39회 | 3월 3일  | 영원한 수사반장 최중락이 드라마를 찍다 진짜 범인을 잡아서 전설       |
| 39회 | 3월 3일  | 고속도로의 서태지 이박사 신바람 나는 그의 노래가 전설                |
| 40회 | 3월 10일 | 작업의 달인 이명길의 연애 전설                                       |
| 40회 | 3월 10일 | 물귀신을 목격해서 전설                                               |
| 41회 | 3월 17일 | 타악기 주자 류복성이 재즈 명반 3만 개를 찾아내서 전설                |
| 41회 | 3월 17일 | 고교 꼴찌 양선화가 사법 시험에 당당히 합격해서 전설                  |
| 42회 | 3월 24일 | 국악계의 서태지 이은관 70년 간의 배뱅잇굿이 전설                     |
| 42회 | 3월 24일 | 여성 경찰 김강자가 경찰에 몸담은 내내 항상 최초를 기록해서 전설      |
| 43회 | 3월 31일 | 신 짠돌이 이 대표 자린고비도 울고 가서 전설                          |
| 43회 | 3월 31일 | 18년 실종자 찾기의 전설 나주봉                                       |
| 44회 | 4월 7일  | 운전 면허 필기 시험 206번 도전 10년 동안 한 우물 파서 전설           |
| 44회 | 4월 7일  | 학생 주임 교사가 불량 서클의 큰 형님이 되어 전설                     |
| 45회 | 4월 14일 | 신이 내린 만화가가 사채업을 하다 망해서 전설                         |
| 45회 | 4월 14일 | 괴짜 아빠 한두현이 상식을 파괴하여 자녀 교육에 성공해서 전설         |
| 46회 | 4월 21일 | 청록파 정재화가 20년 조직 생활을 청산하고 학교에 가서 전설           |
| 46회 | 4월 21일 | 아르바이트로 3억 5천을 벌어서 전설                                   |

## 특이 사항
- 19회 중 〈괴짜 소년 김성욱이 100억 원대 발명가가 되어서 전설〉 편에서 SBS 《아이디어 하우머치》 44회의 한 내용[1] 이 《TV 경매》라는 제목의 프로그램으로 가공 · 재연되었다.
- 2010년 2월 23일에 배삼룡이 별세하면서 그의 생전 일대기를 다룬 8회분을 다음날에 재방영하였다.
- 18회에 출연한 이종룡은 2009년 3월에 그의 경험을 다룬 책을 출간하였다.[2][3] 한편, 그는 2012년에 대장암으로 타계하였다.
- OBS 개국 4주년을 기념하여 '다시 보고 싶은 OBS'로 선정된 6-1회와 15-2회 방송분을 2011년 12월 29일에 재방영하였다.